# Berberis aggregata
Espèce
Classification phylogénétique
Berberis aggregata, le berbéris à grappe ou épine-vinette à grappe, est une espèce de plantes à fleurs de la famille des Berbéridacées. C'est un arbuste  originaire de Chine.

## Description
C'est un petit arbuste, ne dépassant pas 1,5 m, aux branches arquées et aux longues épines trifurquées.
Ses feuilles sont caduques et prennent une couleur rouge-orangé à l'automne.
Les fleurs, en fin de printemps - mai, juin -, en grappe à courts pédicelles, sont jaune vif.
Ses fruits, des baies rouges et acidulées, matures en septembre-octobre, sont comestibles.
Feuilles, fleurs et fruits sont portés par de très courts pédicelles caractéristiques de cette espèce et à l'origine de l'épithète spécifique.
Elle est rustique et résiste à -20 °C.

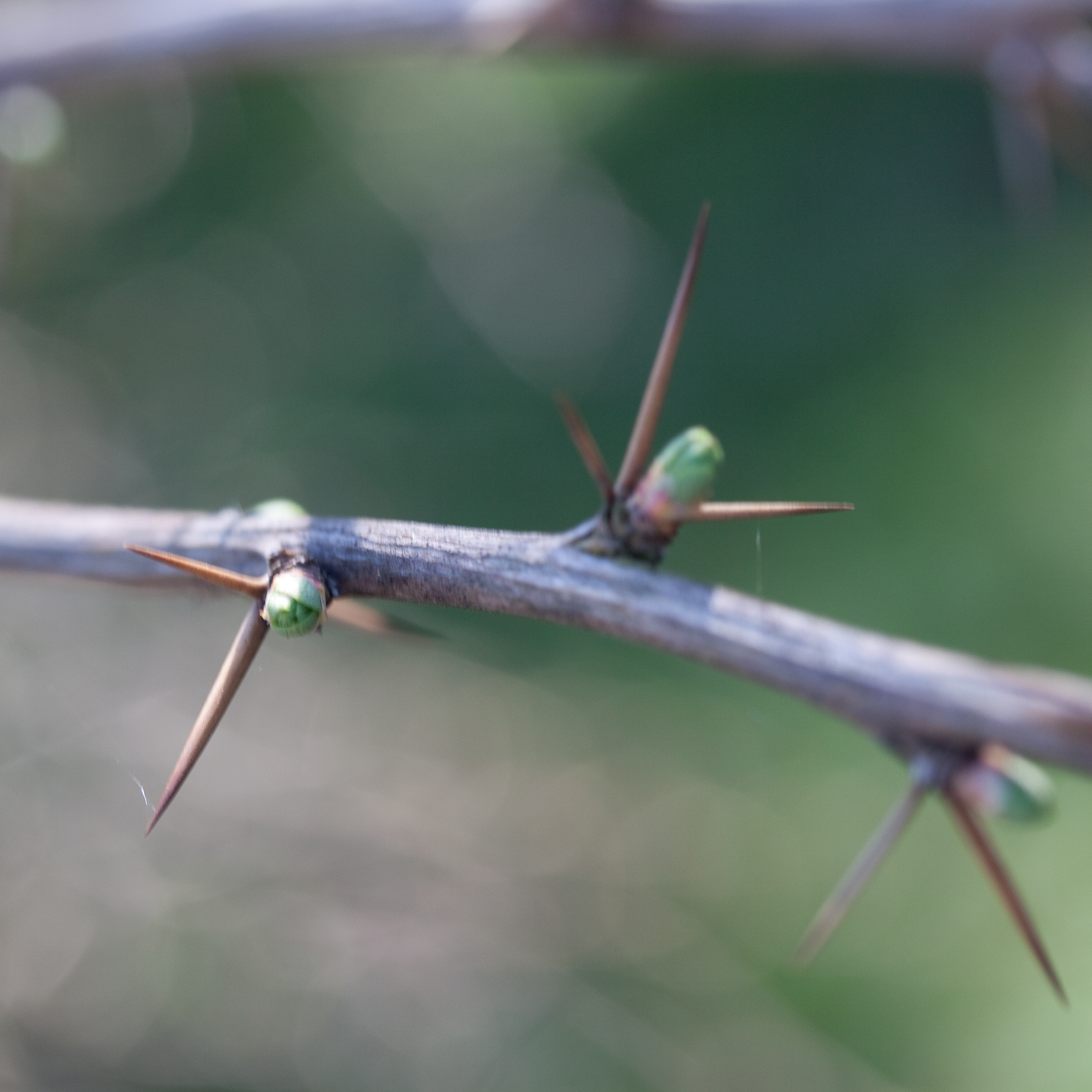
Bourgeon et épines.
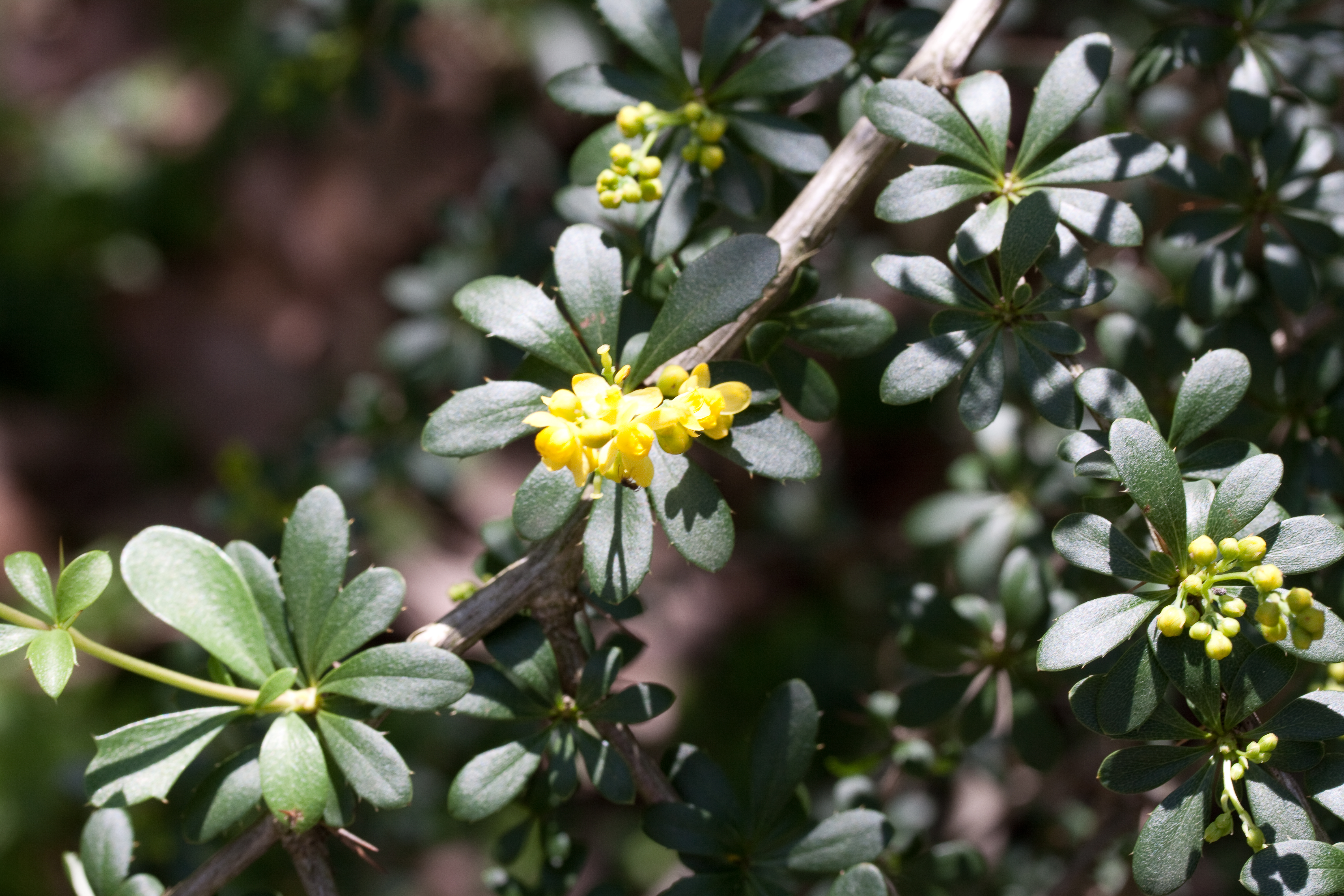
Fleurs.
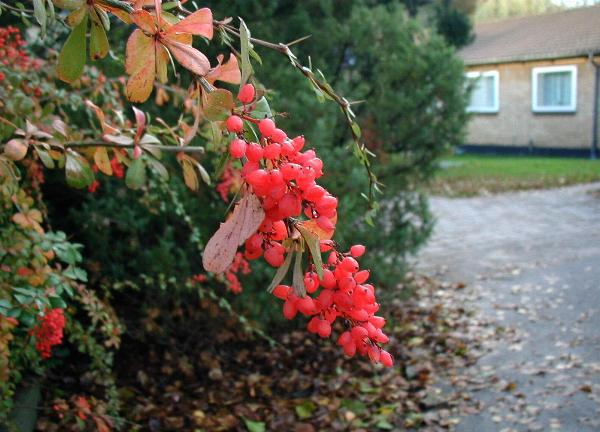
Fruits.

## Taxonomie
Trois variétés botaniques sont reconnues :
- Berberis aggregata var. integrifolia Ahrendt (1961)
- Berberis aggregata var. prattii (C.K.Schneid.) C.K.Schneid. (1917) : voir Berberis prattii C.K.Schneid.
- Berberis aggregata var. recurvata (C.K.Schneid.) C.K.Schneid. (1917) : voir Berberis prattii var. recurvata C.K.Schneid.

## Distribution
Cette espèce est originaire de Chine. Elle est actuellement largement répandue dans tous les pays à climat tempéré.

## Utilisation
L'épine-vinette à grappe est largement utilisée à des fins ornementales : plante facile de culture, de développement assez réduit (mais il existe une variété grimpante), de floraison printanière et de belle couleur automnale.
Ses fruits sont comestibles au goût acidulé mais cet usage alimentaire reste anecdotique.